# پیتر اسنل
پیتر اسنل (به انگلیسی: Peter Snell) (زاده ۱۷ دسامبر ۱۹۳۸ - ۱۲ دسامبر ۲۰۱۹) ورزشکار مرد رشتهٔ دو و میدانی اهل زلاندنو بود. وی در بین سال‌های ‎۱۹۶۰ تا ۱۹۶۴ میلادی در مسابقات بازی‌های المپیک تابستانی در مجموع ۳ مدال طلا کسب کرد.